# Transformation d'association en coopérative
 (mars 2025).
La transformation d'association en coopérative, Scop ou Scic, désigne un ensemble de mécanismes juridiques, financiers, et organisationnels permettant d'organiser la prise de contrôle d'une association par ses salariés et, dans le cas d'une Scic, par ses autres parties prenantes, puis le pilotage de la personne morale ainsi modifiée dans un cadre coopératif. C'est l'une des voies de création des Scop et des Scic.

## Quelques chiffres
En 2023, en France, sur 4 097 Scop et Scic employant 75 483 salariés, 16 % sont issues d'une transformation d'association et emploient 19 % de l'effectif salarié employé par les Scop et les Scic. Concernant les créations de nouvelles coopératives (Scop et Scic) en 2023, 19 % sont issues d'une transformation d'association, ce qui représente 32 nouvelles coopératives.
Ce mécanisme concerne particulièrement les Scic : en 2011, elles étaient 41 % à être issues d'une transformation d'association.
La transformation d'associations en coopératives concerne de nombreux secteurs d'activité notamment les secteurs du handicap, de l'insertion, de la culture, de la formation, du conseil, etc,,.

## Motivations
De nombreuses raisons peuvent motiver le choix pour une association de décider de sa transformation en coopérative, Scop ou Scic.
Par rapport au statut associatif, le statut coopératif permet d’ancrer l’entreprise dans l’économie de marché, notamment en obtenant la reconnaissance sociale et fiscale qui s’y rattache. Il permet aussi de traduire dans les faits la participation effective des salariés et des usagers au projet associatif d’origine, tout en préservant une place pour les bénévoles. Enfin, il permet d'assurer la continuité d'un projet associatif grâce aux règles coopératives, en particulier le vote démocratique et la constitution d'un patrimoine collectif et impartageable,,.
La décision de transformer une association en coopérative peut aussi résulter de la difficulté à renouveler la gouvernance associative qui s'appuie sur l'engagement bénévole. Pour l'association transformée, la décision de transformation peut également résulter du souhait d'éviter d'être absorbée par une association plus grosse.

## Mécanisme juridique
En France, la possibilité de transformer une association en coopérative, Scop ou Scic, existe depuis 2001,.
La transformation n'est possible que si la coopérative issue de la transformation conserve l'activité de l'association d'origine.
La transformation est décidée par les membres de l'association à l'occasion d'une assemblée générale extraordinaire. Celle-ci doit être décidée à l'unanimité des membres, sauf si la transformation en coopérative est prévue dans les statuts de l'association.
Contrairement au mécanisme de transformation d'une société en Scop, il n'y a pas de valorisation de l'association. Les apports des membres de l'association qui constituent tout ou partie des fonds associatifs deviennent réserves impartageables de la coopérative, sauf si ces fonds résultaient d'apports avec droit de reprise.
Les salariés de l'association et, en cas de transformation en Scic, les bénéficiaires de ses services et ses autres parties prenantes déposent les fonds qui constitueront le capital de la coopérative. Ils deviennent ainsi coopérateurs. Les membres de l'association peuvent aussi devenir associés de la coopérative au moment de la transformation en souscrivant des parts sociales.

## Conséquences de la transformation

### Fiscalité
Les associations qui remplissent des conditions de non lucrativité ne sont pas soumises aux impôts commerciaux, notamment la taxe sur la valeur ajoutée (TVA) et l'impôt sur les sociétés. Le changement de forme juridique, en pratique le passage à un statut de société commerciale, fut-elle coopérative, conduit à soumettre la personne morale aux impôts commerciaux. En particulier, l'impact de l'application de la TVA sur le modèle économique doit être soigneusement examiné en amont de la transformation,.

### Subventions
Toutes les associations ne bénéficient pas de subventions pour assurer leur exploitation. Néanmoins, les subventions constituent un mode de financement courant dans le monde associatif. Si, en théorie, les coopératives, Scop et Scic, sont éligibles aux subventions, c'est le cadre européen de financement des entreprises par les aides publiques qui s'applique de façon stricte. Ce cadre, aussi connu sous le nom de "règle des minimis" plafonne les montants d'aide publique que les entreprises peuvent percevoir à 200 000 euros sur trois années glissantes. Il existe toutefois des régimes d'aide dérogatoires génériques ou qui s'appliquent uniquement dans certaines filières,.

## Changement de la gouvernance et du projet
La transformation d'une association en coopérative, Scop ou Scic, n'est pas qu'une simple transformation juridique. Elle s'accompagne de profonds changements en matière de gouvernance et de projet d'entreprise.
Les acteurs de la gouvernance changent : les membres bénévoles de l'association sont remplacés par les salariés, et en Scic, par les bénéficiaires et les autres parties prenantes du projet. En Scic, les nouveaux acteurs de la gouvernance ont parfois des intérêts contradictoires, que seul le projet d'intérêt collectif doit permettre de réconcilier.
C'est aussi la nature même du projet qui change puisque l'activité autrefois sans but lucratif devient activité commerciale à but lucratif. Ce peut être pour les acteurs de la gouvernance un véritable changement de culture qui, s'il n'est pas correctement intégré, peut conduire à des difficultés, notamment par insuffisance de capitalisation ou maintien d'une trop grande dépendance aux subventions.